# Tramlijn Hilversum - Huizen
De tramlijn Hilversum - Huizen was een normaalsporige tramlijn in Noord-Holland van Hilversum via Laren en Blaricum naar Huizen. 

## Geschiedenis
De lijn werd geopend op 15 april 1882 door de Gooische Tram als stoomtramlijn. Nadat de tramlijn Bussum - Huizen in 1917 werd overgenomen van de Stoomtramweg Maatschappij Bussum - Huizen werd er in Huizen een verbindingslijn gelegd waardoor er doorgaande trams van Hilversum via Laren, Blaricum, Huizen en Naarden naar Bussum konden rijden. Vanaf 1925 werd een groot deel van de tramdienst uitgevoerd met motortrams op de lijn Hilversum - Huizen - Station Naarden-Bussum. In de zomer van 1940 werden deze wegens brandstofgebrek vervangen door opnieuw in dienst gestelde stoomtrams.
Op 1 april 1940 is de lijn gesloten en vervolgens tussen Laren en Huizen in 1941 opgebroken. Een jaar later, in 1942, werden de rails herlegd, na de opbraak van de trambaan tussen Naarden en Laren. Tot oktober 1947 bleven hier stoomtrams voor reizigersvervoer rijden. Tussen Hilversum en Laren was er ook goederenvervoer. Na de sluiting in 1947 werd de trambaan opgebroken.